# Philoscia anienana
Philoscia anienana là một loài chân đều trong họ Philosciidae. Loài này được Verhoeff miêu tả khoa học năm 1933.